# نوک‌مومی گونه‌نارنجی
نوک‌مومی گونه‌نارنجی (نام علمی: Estrilda melpoda) نام یک گونه از سرده نوک‌مومی است.